# Michelle Waterson
Michelle Eileen Waterson (Colorado Springs, 6 de janeiro de 1986) é uma lutadora norte-americana de artes marciais mistas que atualmente compete no peso-palha do Ultimate Fighting Championship. Ela também foi Campeã Peso Átomo do Invicta FC.
Waterson foi colocada em 6° lugar no ranking pound-for-pound de MMA feminino pelo MMARising.com e em 1ª no ranking de peso átomo de acordo com o Unified Women's e Fight Matrix até o final de 2013.

## Começo da Vida
Nascida em Colorado Springs e criada em Aurora, Waterson descendente de tailandeses. Ela começou sua carreira como modelo em 2004 após se formar na Aurora Central High School.

## Começo nas Artes Marciais
Uma praticante de karate desde seus 10 anos, Waterson possui a faixa preta em Caratê Americano e também treinou Wushu, Muay Thai, Jiu Jitsu Brasileiro, Boxe e wrestling.
Waterson chegou a fama como participante do reality show de Muay Thai Fight Girls, transmitido na Oxygen. Ela também foi uma das lutadoras a participar do reality show da MTV/MTV2, Bully Beatdown.

## Carreira no MMA
Waterson estreou no MMA em 16 de Fevereiro de 2007 no Ring of Fire 28: Evolution contra Andrea Miller e venceu a luta por decisão unânime.
Ela enfrentou a campeã do Freestyle Cage Fighting, Lynn Alvarez no Ring of Fire 31: Undisputed em 1 de Dezembro de 2007, mas perdeu por finalização no primeiro round.
Waterson fez sua estréia no Strikeforce contra Tyra Parker no Strikeforce: Payback em 3 de Outubro de 2008. Ela venceu a luta por finalização no primeiro round.
Waterson enfrentou Karina Taylor no Duke City MMA Series 1 em 1 de Março de 2009. Ela venceu a luta por finalização com uma chave de braço no primeiro round. Há controversas nessa luta, porque Taylor não bateu na chave de braço.
Em 11 de Abril de 2009, Waterson lutou contra a ex-Campeã Peso Mosca de Boxe da WIBA e IFBA Elena Reid no Apache Gold: Extreme Beatdown. Reid venceu a luta por nocaute técnico no segundo round.
Waterson enfrentou a estreante Rosary Califano no EB - Beatdown at 4 Bears 6 e venceu por finalização com uma chave de braço voadora em apenas 15 segundos de luta.
Ela enfrentou Masako Yoshida no Crowbar MMA: Spring Brawl em 24 de Abril de 2010. Waterson venceu a luta por nocaute técnico no primeiro round.
Waterson retornou ao MMA em 21 de Janeiro de 2012. Ela enfrentou Diana Rael no Jackson's MMA Series 7 e venceu por finalização com um mata leão no primeiro round.

### Invicta Fighting Championships
Waterson enfrentou Lacey Schuckman no Invicta FC 3: Penne vs. Sugiyama em 6 de Outubro de 2012. Após três rounds equilibrados, Waterson derrotou Schuckman por decisão dividida. A luta foi nomeada Luta da Noite.
Waterson desafiou o Cinturão Peso Átomo do Invicta FC, onde enfrentou Jessica Penne no evento principal do Invicta FC 5: Penne vs. Waterson em 5 de Abril de 2013. Waterson venceu a luta por finalização com uma chave de braço no quarto round para se tornar a nova Campeã Peso Átomo do Invicta FC. Em 6 de Setembro de 2014, Waterson defendeu com sucesso seu título contra Yasuko Tamada no evento principal do Invicta FC 8 por nocaute técnico no terceiro round.
Waterson em seguida fez a luta principal do Invicta FC 10 em 5 de Dezembro de 2014 contra a brasileira Herica Tiburcio. Ela perdeu a luta por finalização com uma guilhotina no terceiro round.

### Ultimate Fighting Championship
Em 28 de Abril de 2015 foi anunciado que Waterson havia  oficialmente assinado com o UFC para competir na divisão dos palhas femininos. Waterson fez sua estréia promocional contra Angela Magana em 12 de Julho de 2015 no The Ultimate Fighter 21 Finale. Ela venceu a luta por finalização no terceiro round.
Waterson agora é esperada para enfrentar a invicta Tecia Torres em 12 de Dezembro de 2015 no UFC 194.
Waterson enfrentou Marina Rodriguez na luta principal do UFC on ESPN: Rodriguez vs. Waterson. Ela perdeu por decisão unanime. 

## Títulos

### Artes marciais mistas
- Ultimate Fighting Championship
  - Performance da Noite (Uma vez) vs. Paige VanZant
  - Luta da Noite (Uma Vez) vs. Angela Hill

- Invicta FC
  - Título Peso Átomo do Invicta FC (Uma vez)
  - Uma defesa de título sucessiva
  - Luta da Noite (duas vezes)

- Women's MMA Awards
  - Peso Átomo do Ano (2013)
  - Luta do Ano (2013) vs. Jessica Penne em 5 de Abril
  - Luta do Ano (2014) vs. Hericia Tiburcio em 5 de Dezembro

- AwakeningFighters.com WMMA Awards
  - Peso Átomo do Ano (2013)[33]
  - Peso Átomo do Ano (2014)[34]

- FightBooth.com
  - Maior Demonstração de Poder (Surra do Ano) vs. Yasuko Tamada[35]

## Vida pessoal
Em 16 de Setembro de 2010, Waterson anunciou que estava grávida de seu primeiro filho e recentemente entrou em um noivado. Ela deu à luz uma filha chamada Araya em 18 de Março de 2011.

## Aparições na mídia
Em 2008, a Knockouts lançou um calendário com ela.
Ela aparece no clipe da música Head Crusher, primeira música do álbum Endgame da banda americana de Metal Megadeth.
Em 24 de Junho de 2014 ela apareceu no American Ninja Warrior, mas não conseguiu se classificar quando caiu no primeiro obstáculo.
Ela também participou do "Bully Beatdown".

## Cartel no MMA
| Cartel no MMA   |             |            |
| 27 lutas        | 18 vitórias | 9 derrotas |
| Por nocaute     | 3           | 1          |
| Por finalização | 9           | 3          |
| Por decisão     | 6           | 5          |

| Res.    | Cartel | Oponente              | Método                                  | Evento                               | Data       | Round | Tempo | Local                     | Notas                                         |
| ------- | ------ | --------------------- | --------------------------------------- | ------------------------------------ | ---------- | ----- | ----- | ------------------------- | --------------------------------------------- |
| Derrota | 18-9   | Marina Rodriguez      | Decisão (unânime)                       | UFC on ESPN: Rodriguez vs. Waterson  | 08/05/2021 | 5     | 5:00  | Las Vegas, Nevada         |                                               |
| Vitória | 18-8   | Angela Hill           | Decisão (dividida)                      | UFC Fight Night: Waterson vs. Hill   | 12/09/2020 | 5     | 5:00  | Las Vegas, Nevada         | Luta da Noite.                                |
| Derrota | 17-8   | Carla Esparza         | Decisão (dividida)                      | UFC 249: Ferguson vs. Gaethje        | 09/05/2020 | 3     | 5:00  | Jacksonville, Flórida     |                                               |
| Derrota | 17-7   | Joanna Jędrzejczyk    | Decisão (unânime)                       | UFC Fight Night: Joanna vs. Waterson | 12/10/2019 | 5     | 5:00  | Tampa, Flórida            |                                               |
| Vitória | 17-6   | Karolina Kowalkiewicz | Decisão (unânime)                       | UFC on ESPN: Barboza vs. Gaethje     | 30/03/2019 | 3     | 5:00  | Filadélfia, Pensilvânia   |                                               |
| Vitória | 16-6   | Felice Herrig         | Decisão (unânime)                       | UFC 229: Khabib vs. McGregor         | 06/10/2018 | 3     | 5:00  | Las Vegas, Nevada         |                                               |
| Vitória | 15-6   | Cortney Casey         | Decisão (dividida)                      | UFC on Fox: Poirier vs. Gaethje      | 14/04/2018 | 3     | 5:00  | Glendale, Arizona         |                                               |
| Derrota | 14-6   | Tecia Torres          | Decisão (unânime)                       | UFC 218: Holloway vs. Aldo II        | 02/12/2017 | 3     | 5:00  | Detroit, Michigan         |                                               |
| Derrota | 14-5   | Rose Namajunas        | Finalização (mata leão)                 | UFC on Fox: Johnson vs. Reis         | 15/04/2017 | 2     | 2:47  | Kansas City, Missouri     |                                               |
| Vitória | 14-4   | Paige VanZant         | Finalização Técnica (mata leão)         | UFC on Fox: VanZant vs. Waterson     | 17/12/2016 | 1     | 3:21  | Sacramento, Califórnia    | Performance da Noite.                         |
| Vitória | 13-4   | Angela Magana         | Finalização (mata leão)                 | TUF 21 Finale                        | 12/07/2015 | 3     | 2:38  | Las Vegas, Nevada         | Retornou ao Peso-palha.                       |
| Derrota | 12-4   | Herica Tiburcio       | Finalização (guilhotina)                | Invicta FC 10                        | 05/12/2014 | 3     | 1:06  | Houston, Texas            | Perdeu o Cinturão Peso Átomo do Invicta FC.   |
| Vitória | 12-3   | Yasuko Tamada         | Nocaute Técnico (joelhada e socos)      | Invicta FC 8                         | 06/09/2014 | 3     | 4:58  | Kansas City, Missouri     | Defendeu o Cinturão Peso Átomo do Invicta FC. |
| Vitória | 11-3   | Jessica Penne         | Finalização (chave de braço)            | Invicta FC 5                         | 05/04/2013 | 4     | 2:31  | Kansas City, Missouri     | Ganhou o Cinturão Peso Átomo do Invicta FC.   |
| Vitória | 10-3   | Lacey Schuckman       | Decisão (dividida)                      | Invicta FC 3                         | 06/10/2012 | 3     | 5:00  | Kansas City, Kansas       | Estreia no Peso Átomo. Luta da Noite.         |
| Vitória | 9-3    | Diana Rael            | Finalização (mata leão)                 | Jackson's MMA Series 7               | 21/01/2012 | 1     | 2:12  | Albuquerque, Novo México  |                                               |
| Vitória | 8-3    | Masako Yoshida        | Nocaute Técnico (socos)                 | Crowbar MMA: Spring Brawl            | 24/04/2010 | 1     | 4:17  | Fargo, Dacota do Norte    |                                               |
| Vitória | 7-3    | Rosary Califano       | Finalização (chave de braço voadora)    | EB - Beatdown at 4 Bears 6           | 13/02/2010 | 1     | 0:15  | New Town, Dacota do Norte |                                               |
| Derrota | 6-3    | Elena Reid            | Nocaute Técnico (socos)                 | Apache Gold: Extreme Beatdown        | 11/04/2009 | 2     | 1:50  | Phoenix, Arizona          |                                               |
| Vitória | 6-2    | Karina Taylor         | Finalização Técnica (chave de braço)    | Duke City MMA Series 1               | 14/03/2009 | 1     | 2:36  | Albuquerque, Novo México  |                                               |
| Vitória | 5-2    | Tyra Parker           | Finalização (mata leão)                 | Strikeforce: Payback                 | 03/10/2008 | 1     | 1:20  | Denver, Colorado          |                                               |
| Vitória | 4-2    | Krystal Macatol       | Finalização (chave de braço)            | SCA: Bike n Brawl 2                  | 23/08/2008 | 1     | 0:22  | Albuquerque, Novo México  |                                               |
| Vitória | 3-2    | Thricia Poovey        | Nocaute Técnico (interrupção do córner) | KOTC: Badlands                       | 12/07/2008 | 2     | 5:00  | Albuquerque, Novo México  |                                               |
| Derrota | 2-2    | Lynn Alvarez          | Finalização (guilhotina)                | Ring of Fire 31: Undisputed          | 01/12/2007 | 1     | 1:19  | Broomfield, Colorado      |                                               |
| Vitória | 2-1    | Jaime Cook            | Finalização (chave de braço)            | Ring of Fire 30: Domination          | 15/09/2007 | 1     | 1:33  | Broomfield, Colorado      |                                               |
| Derrota | 1-1    | Alicia Gumm           | Decisão (unânime)                       | RMBB: Battle of the Arts             | 30/06/2007 | 2     | 5:00  | Denver, Colorado          |                                               |
| Vitória | 1-0    | Andrea Miller         | Decisão (unânime)                       | Ring of Fire 28: Evolution           | 16/02/2007 | 3     | 3:00  | Broomfield, Colorado      |                                               |